# Državna cesta D424
D424 je državna cesta u Hrvatskoj. Ukupna duljina iznosi 17,6 km.